# Медведівська сільська рада (Ємільчинський район)
Медведівська сільська рада — колишня адміністративно-територіальна одиниця та орган місцевого самоврядування у Ємільчинському районі Коростенської і Волинської округ, Київської й Житомирської областей Української РСР та України з адміністративним центром у с. Медведеве.

## Населені пункти
Сільській раді були підпорядковані населені пункти:
- с. Медведеве
- с. Заровенка

## Населення
Кількість населення ради, станом на 1923 рік, становила 1 245 осіб, кількість дворів — 197.
Кількість населення сільської ради, станом на 1924 рік, становила 1 249 осіб.
У 1926 році чисельність населення сільської ради становила 1 619 осіб.
Кількість населення ради, станом на 1931 рік, становила 1 714 осіб.
Відповідно до результатів перепису населення СРСР, кількість населення ради, станом на 12 січня 1989 року, становила 587 осіб.
Станом на 5 грудня 2001 року, відповідно до перепису населення України, кількість мешканців сільської ради становила 468 осіб.

## Склад ради
Рада складалася з 14 депутатів та голови.

### Керівний склад сільської ради
| ПІБ                      | Основні відомості                                                                                  | Дата обрання | Дата звільнення |
| ------------------------ | -------------------------------------------------------------------------------------------------- | ------------ | --------------- |
| Руденко Сергій Артемович | Сільський голова, 1972 року народження, освіта                                                     | 26.03.2006   | 31.10.2010      |
| Руденко Сергій Артемович | Сільський голова, 1972 року народження, освіта вища, член Всеукраїнського об'єднання «Батьківщина» | 31.10.2010   |                 |

Примітка: таблиця складена за даними джерела

## Історія
Створена 1923 року в складі слобід Медведове, Нитино та колонії Нитино Емільчинської волості Новоград-Волинського повіту Волинської губернії. 7 березня 1923 року включена до складу новоствореного Емільчинського району Коростенської округи. 30 жовтня 1924 року, відповідно до рішення Волинської ГАТК (протокол № 11/6 «Про виділення та організацію національних сільрад»), реорганізована у польську національну з одночасним підпорядкуванням слоб. Запруда ліквідованої Спасько-Запрудівської сільської ради Емільчинського району. 25 січня 1926 року у слоб. Нитино створено окрему, Нитинську сільську раду Емільчинського (згодом — Ємільчинський) району. Станом на 1 жовтня 1941 року кол. Нитине не перебувала на обліку населених пунктів.
Станом на 1 вересня 1946 року сільська рада входила до складу Ємільчинського району Житомирської області, на обліку в раді перебували с. Медведове та хутір Запруда.
2 вересня 1954 року, відповідно до рішення Житомирського облвиконкому «Про перечислення населених пунктів в межах районів Житомирської області», в зв'язку з попереднім укрупненням сільських рад, до складу ради передане с. Заровенка ліквідованої Болярської сільської ради; одночасно с. Запруду підпорядковано Сергіївській сільській раді Ємільчинського району. Ліквідована 29 червня 1960 року, відповідно до рішення Житомирського ОВК № 672 «Про зміни в адміністративно-територіальному поділі Ємільчинського р-н.», територію та населені пункти ради приєднано до складу Середівської сільської ради Ємільчинського району. Відновлена 14 квітня 1986 року, відповідно до рішення Житомирського ОВК № 144 «Про деякі питання адміністративно-територіального устрою», у с. Медведове з підпорядкуванням їй с. Заровенка Середівської сільської ради Ємільчинського району.
Ліквідована 14 листопада 2017 року через об'єднання до складу Ємільчинської селищної територіальної громади Ємільчинського району Житомирської області.